# Колумбретес
Острови Колумбретес (ісп. Islas Columbretes) — група невеликих незаселених островів вулканічного походження у західній частині Середземного моря за 40 км від Кастельон-де-ла-Плана на материковому узбережжі Іспанії. Архіпелаг входить до складу іспанської автономної області Валенсія. Сумарна площа островів становить лише 19 га. З 1980 року архіпелаг оголошено національним парком з метою захисту місць гніздування морських птахів. Окрім островів, національній парк включає понад 4000 га довколишнього моря.
Архіпелаг складається з чотирьох груп островів: Колумбрете-Гранде (Columbrete Grande), Феррера (Ferrera), Форадада (Foradada) і Караллот (Carallot). Архіпелаг оточують численні рифи і мілини, які дуже утруднюють судноплавство.
Найбільший за розміром острів, Ілья-Гросса (L’illa Grossa), має форму незамкнутого півмісяця і є напівзатопленим кратером давнього вулкану. Зараз на ньому немає ніяких будівель окрім побудованого у XIX ст. маяка (з 1975 року працює в автоматичному режимі), причалу і деяких споруд, якими користуються біологи — працівники національного парку.
Острови були добре відомі давнім грекам і римлянам, зокрема, вони згадуються у творах Страбона і Плінія Старшого. Давніх мореплавців дивувала величезна кількість змій, що населяли острови. Назви Офіуса і Колубрарія, що були надані островам за античних часів, походять саме від слова «змія» відповідно грецькою мовою і латиною. Сучасна назва архіпелагу походить від давньої латинської назви.
У середньовіччі острови часто надавали притулок піратам і контрабандистам. Після побудови у XIX ст. маяка на головному острові оселилась невелика кількість постійних жителів, які завезли сюди деяку худобу (зокрема свиней) і почали займатися сільським господарством. Поселенці випалювали первісну чагарникову рослинність, частково щоб звільнити місця для полів, а також щоб позбавити змій їх природного середовища. Внаслідок цієї практики наприкінці XX ст. змії повністю зникли з островів. Єдиним свідченням їх колишньої присутності на островах є опудало колумбретської гадюки у Національному музеї природознавства у Мадриді.
1. 1 2  https://parquesnaturales.gva.es/documents/80302789/0/Illes+Columbretes+Val_Cas+%286%29.pdf/a1cd5879-b0eb-fb31-6b13-1fb1173d6249?t=1658142463991